# 鴻福地產投資
鴻福地產投資有限公司，簡稱鴻福地產投資（英語：HONG FOK LAND INVESTMENT LIMITED，港交所除牌時0063.HK），在1985年9月27日建立，在1986年2月26日，透過由已清盤結業的，好世界投資有限公司換取上市。
業務在香港經營房地產業務，而前身為「榮豐投資有限公司」、「L.E.T. PACIFIC LIMITED」、「AGIFEL PROPERTIES LIMITED」，以及「MUSCARI LIMITED」。
但在1996年，已被在百慕達註冊的，榮豐國際有限公司在10月15日以介紹形式上市。

## 連結
- Winfoong.com （页面存档备份，存于）